# 애틀랜타-풀턴 카운티 스타디움
애틀랜타-풀턴 카운티 스타디움(Atlanta–Fulton County Stadium)은 미국 조지아주 애틀랜타에 위치한 야구장이었다. 과거 MLB 애틀랜타 브레이브스와 NFL 애틀랜타 팰컨스의 홈구장으로 사용했다. 1997년 철거 후 터너 필드의 주차장으로 사용되고 있다.
| 메이저 리그 베이스볼 올스타전 개최 경기장 |                                      |                 |
| 1971년                                    | 1972년 애틀랜타-풀턴 카운티 스타디움 | 1973년          |
| 타이거 스타디움                           | 1972년 애틀랜타-풀턴 카운티 스타디움 | 로열스 스타디움 |
|                                           |                                      |                 |
|                                           |                                      |                 |